# Волтер Річардсон
Волтер Чарльз Річардсон (англ. Walter Richardson; 7 листопада 1885 — 25 грудня 1998) — американський довгожитель, чий вік був підтверджений Групою геронтологічних досліджень (GRG) та Групою LongeviQuest (LQ). 17 липня 1998 року після смерті Джонсона Паркса він став найстарішим живим чоловіком у світі та був найстарішим живим чоловіком у США. На момент своїй смерті він був один із 10 найстаріших чоловіків на Землі. Його вік складав 113 років, 48 днів.

## Біографія
Волтер Річардсон народився у Південній Дакоті 7 листопада 1885 року. Його батьками були Чарльз та Мері Річардсон. Пізніше він переїхав до округу Огл, Іллінойс, там одружився з Іде Спікін приблизно у 1913 році. У пари не було дітей.
Коли США вступила у Першу світову війну, Волтер пішов воювати. Після війни Річардсон був віце-президентом Holcomb Bank у Чикаго до 1948 року. У 1980 році він овдовів.
На його 112-й день народження повідомлялося, що він у добрій фізичній та психологічній формі. Після смерті Джонсона Паркса в липні 1998 Уолтер став найстарішим чоловіком світу.
Волтер Річардсон помер 25 грудня 1998 року у віці 113 років, 48 днів. Після його смерті найстарішим живим чоловіком у світі став Дендзо Ісідзакі з Японії.